# Kendalc'h

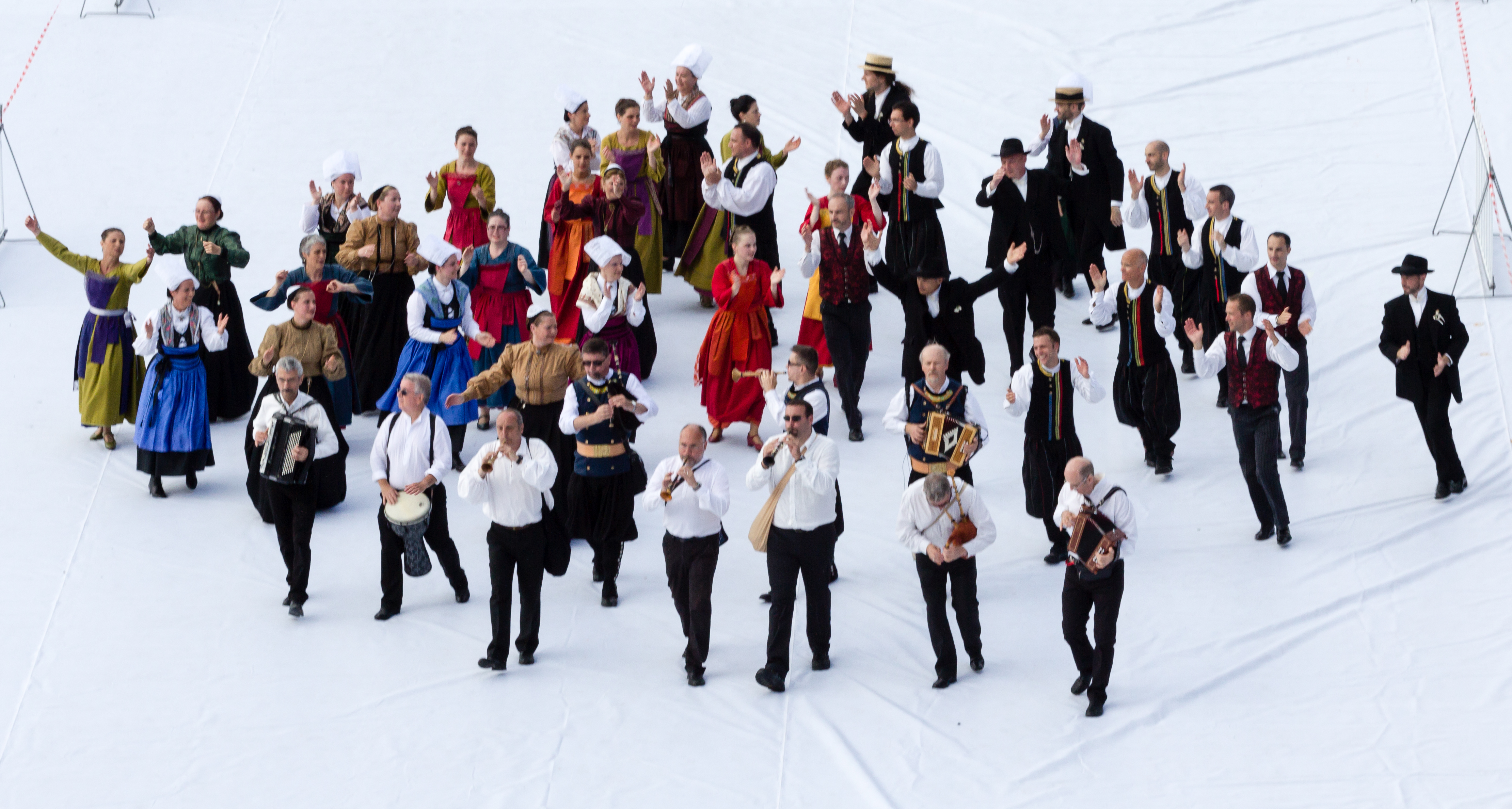
Kendalc'h de Isla de Francia en el Festival Intercéltico de Lorient 2012

Kendalc'h (en bretón, literalmente "preservación" o continuidad) es una confederación de Círculos Celtas formada a finales de 1950 en Quimper (Bretaña). Kendalc'h promueve la cultura bretona mediante las artes populares, basada en ocho radios de acción: baile, trajes, interpretación, la calle, juventud, formación, música y publicaciones. Cuenta actualmente con 180 asociaciones bretonas (con casi 30 fuera de Bretaña), aproximadamente 13 000 miembros que trabajan en los ámbitos de la danza y el canto coral en idioma bretón. Existe otra confederación similar en Bretaña denominada War'l Leur.